# 古稀庵 (函館市)

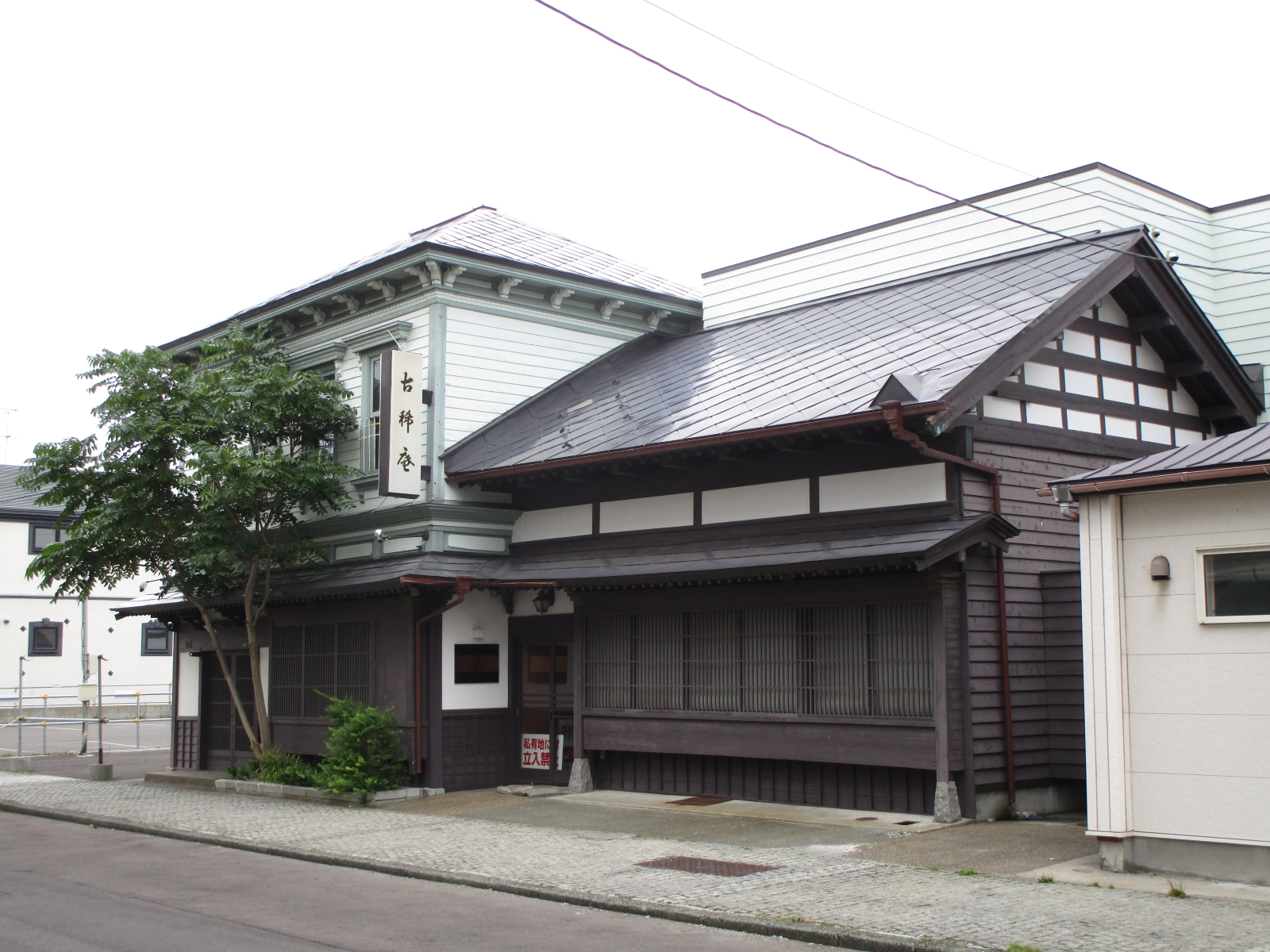
古稀庵

古稀庵（こきあん）と古稀庵・蔵は、北海道函館市にある伝統的建造物の一つである。

## 概要
国選定の重要伝統的建造物群保存地区となっている北海道函館市末広町にある。1909年（明治42年）に海産物商「渡辺商店」の店舗として建築。木造二階建、和洋折衷様式の建物であり、能登半島から大工を呼んで建築に当たらせ、ヒノキが使われている。また、建物に付属して土蔵造二階建の蔵も建築され、こちらも伝統的建造物となっている。

## 現状
2022年２月より株式会社T's Estateが所有し、蔵と共に現在修復作業が進められている。以前のペンション部分は解体され、新たに拡張された敷地と合わせて、キッチンカー７台が止められる設備が整っている。
- 現所在地 - 北海道函館市末広町13-2
- 交通 - 北海道旅客鉄道函館本線函館駅より徒歩約15分